# Dance!
Dance! è un musical prodotto dalla Compagnia della Rancia.
Ispirato alla commedia di Shakespeare Molto rumore per nulla, è andato in scena per la prima volta in Italia nella stagione 2000/2001.
Scritto da Chiara Noschese e Duccio Camerini, con la partecipazione di Andrea Aldo De Angelis su musiche di Gianluca Cucchiara, è diretto da Saverio Marconi.
I protagonisti sono Raffaele Paganini, Chiara Noschese, Renata Fusco e Salvatore Palombi.